# Gentiana linearis
Gentiana linearis är en gentianaväxtart som beskrevs av Joseph Aloys von Froelich. Gentiana linearis ingår i släktet gentianor, och familjen gentianaväxter. Inga underarter finns listade i Catalogue of Life.